# Arcuphantes nojimai
Arcuphantes nojimai är en spindelart som beskrevs av Yoh Ihara 1995. Arcuphantes nojimai ingår i släktet Arcuphantes och familjen täckvävarspindlar. Inga underarter finns listade i Catalogue of Life.